# Barcial de la Loma
Barcial de la Loma est une commune de la province de Valladolid dans la communauté autonome de Castille-et-León en Espagne.

## Sites et patrimoine
- Arc de l'ancienne église San Miguel
- Église paroissiale San Pelayo
- Tour Fortaleza et château de Barcial de la Loma (es)

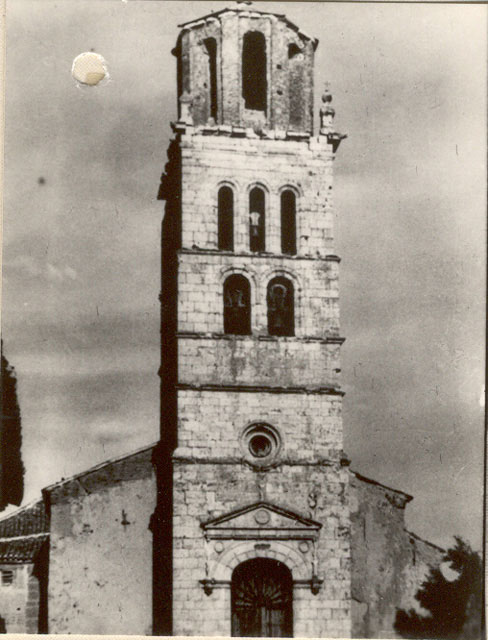
Église paroissiale San Pelayo. Fondation Joaquín Díaz.